# Doug E. Doug
Doug E. Doug (* 7. Januar 1970 in Brooklyn, New York City als Douglas Bourne) ist ein US-amerikanischer Schauspieler.

## Leben
Doug E. Doug arbeitet seit seinem 17. Lebensjahr als Komiker. Im Jahr 1991 übernahm er die Hauptrolle in der Komödie Hangin’ out – 4 Homeboys Unterwegs, für die er 1992 für den Independent Spirit Award nominiert wurde. In der Fernsehserie Harlem Hip Hop (Where I Live, 1993) spielte er eine der Hauptrollen und wurde 1994 für den Young Artist Award nominiert. Seinen ersten großen internationalen Kinoerfolg hatte er 1993 mit dem Disney-Film Cool Runnings – Dabei sein ist alles, in dem er die Hauptrolle des Sanka Coffie spielte. Es folgten die weiteren Disney-Komödien Operation Dumbo (1995), in der er neben Danny Glover und Ray Liotta auftrat, und Dieser verflixte Kater aus dem Jahr 1997, worin er neben Christina Ricci eine der Hauptrollen übernahm.
Für die Rolle in der Fernsehserie Cosby, in der er in den Jahren 1996 bis 2000 an der Seite von Bill Cosby spielte, wurde Doug E. Doug in den Jahren 1998, 1999 und 2000 für den Image Award nominiert. In der Komödie Citizen James (2000) spielte er eine der Hauptrollen, außerdem verfasste er das Drehbuch mit und führte die Regie.
Doug ist Mitglied der Nation of Islam.

## Filmografie (Auswahl)
- 1990: Mo’ Better Blues
- 1991: Jungle Fever
- 1991: Hangin’ out – 4 Homeboys Unterwegs (Hangin’ with the Homeboys)
- 1992: Class Act
- 1992: Dr. Giggles
- 1993: Cool Runnings – Dabei sein ist alles (Cool Runnings)
- 1993: Harlem Hip Hop (Where I Live)
- 1995: Operation Dumbo (Operation Dumbo Drop)
- 1996–2000: Cosby
- 1997: Dieser verflixte Kater (That Darn Cat)
- 1998: Rusty – Der tapfere Held (Rusty: The Great Rescue)
- 2000: Everything’s Jake
- 2000: Citizen James
- 2002: Arac Attack – Angriff der achtbeinigen Monster (Eight Legged Freaks)
- 2004: Große Haie – Kleine Fische (Shark Tale, nur Stimme)
- 2005: Club Oscar
- 2006: Wyclef Jean in America
- 2010: Billy und die Schneemänner – Ein Rekord für die Ewigkeit (Snowmen)
- 2011: Detachment
- 2015: The Wannabe
- 2016: Brown Nation
- 2022: In the Weeds